# Estrada de Ferro Sorocabana
A Estrada de Ferro Sorocabana foi uma companhia ferroviária brasileira. Permaneceu em atividade de julho de 1875 até outubro de 1971, quando foi extinta e incorporada à FEPASA - Ferrovia Paulista S/A.

## História

### Antecedentes

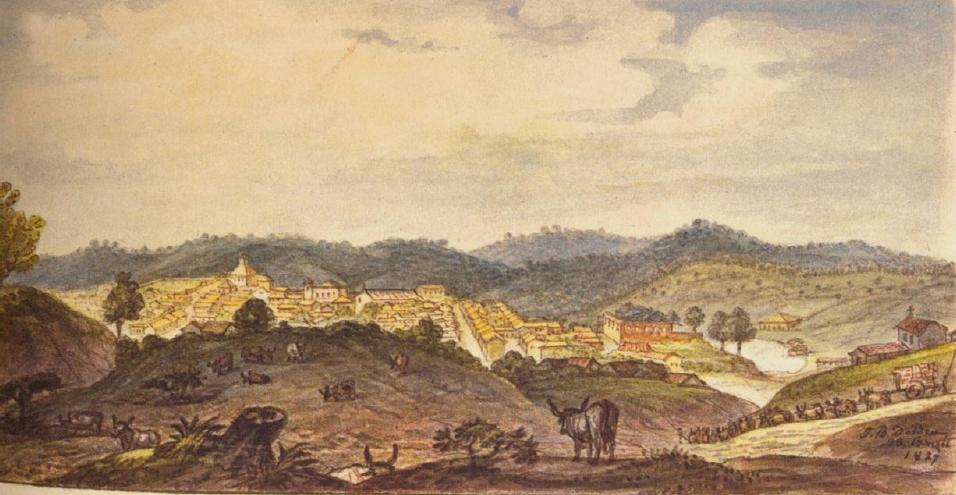
Sorocaba em 1827, retratada por Jean-Baptiste Debret.

Em 1589 o bandeirante Afonso Sardinha, o velho, chegou à região do morro de Araçoiaba da Serra liderando uma empresa em busca de ouro. Ali, porém, encontrou apenas minério de ferro. Com isso, tentou aproveitar a abundância desse mineral e instalou-se no chamado Vale das Furnas com um primitivo forno com o intuito de produzir artefatos de ferro. A abertura de caminhos para os bandeirantes/tropeiros rumo ao interior do Brasil transformou a pequena fundição de Sardinha em um núcleo urbano primitivo, usado para as tropas como ponto de abastecimento e paragem. Em 15 de agosto de 1654 o capitão Baltasar Fernandes instalou-se às margens do Rio Sorocaba e deu origem ao povoado homônimo. Com o passar dos tempos, Sorocaba tornou-se ponto de encontro de tropeiros e comerciantes que ali realizam trocas comerciais. Esse movimento deu origem a Feira de muares de Sorocaba, criada em 1733. Com a chegada da Família Real ao Brasil, Dom João VI mandou que os fornos primitivos de Sardinha fossem transformados na Real Fábrica de Ferro São João do Ipanema. Para implantá-la, trouxe ao Brasil os engenheiros metalúrgicos Carl Gustav Hedberg e Friedrich Ludwig Wilhelm Varnhagen. A ampliação da fábrica tornou próspera a região e intensificou o comércio na feira de muares. Com os recursos auferidos, os comerciantes sorocabanos lançaram-se ao cultivo de algodão herbáceo cru. Com a Guerra de Secessão nos Estados Unidos, a produção de algodão do sul daquele país não poderia ser comercializada com a Europa, que buscou outros mercados (incluindo o brasileiro). Assim a cultura do algodão em Sorocaba alcançou seu auge na década de 1860, quando o fazendeiro local Roberto Dias Baptista se tornou o maior produtor de algodão de toda a província de São Paulo.

### Projeto e Implantação da ferrovia

Fundação da Estrada de Ferro Sorocabana, obra de Ettore Marangoni, c. 1969/1977.

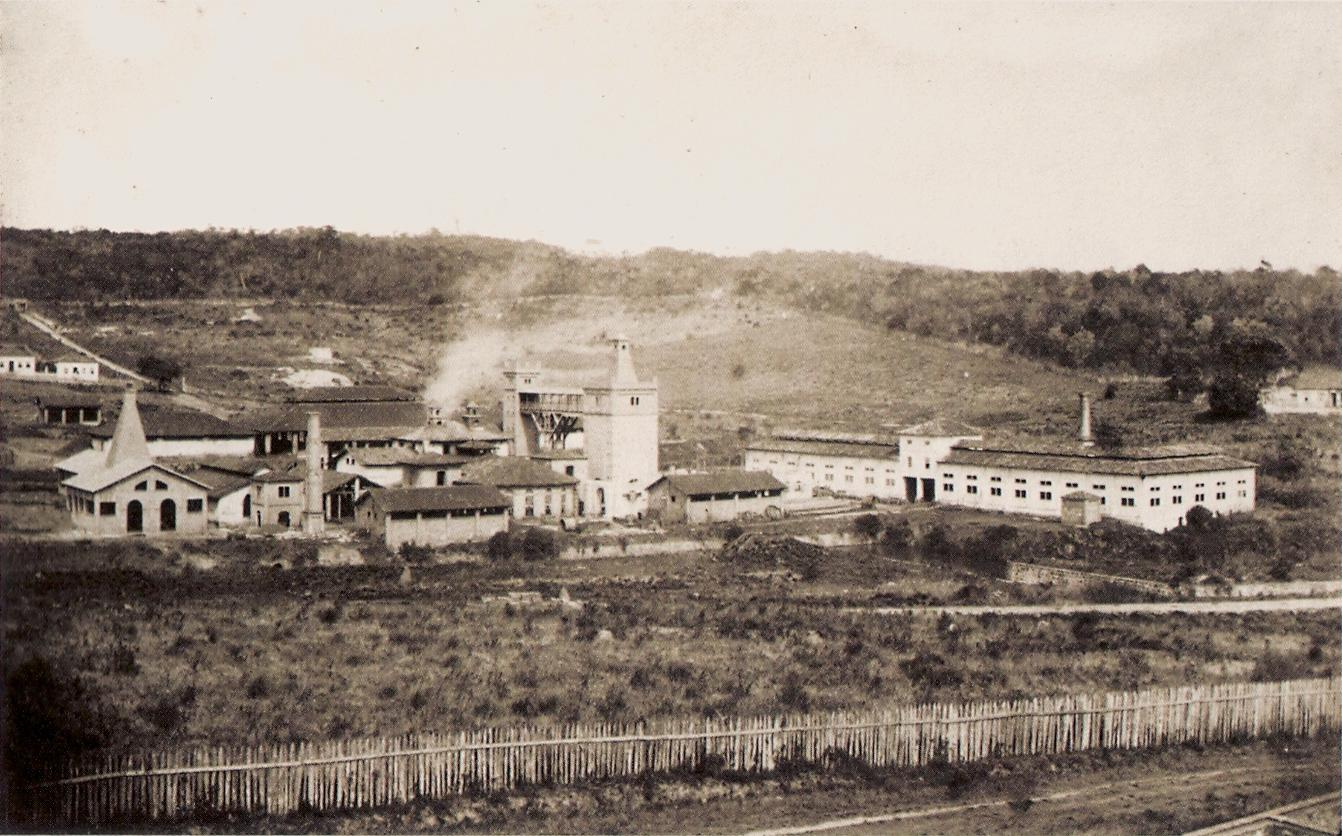
Real Fábrica de Ferro São João do Ipanema, 1884.

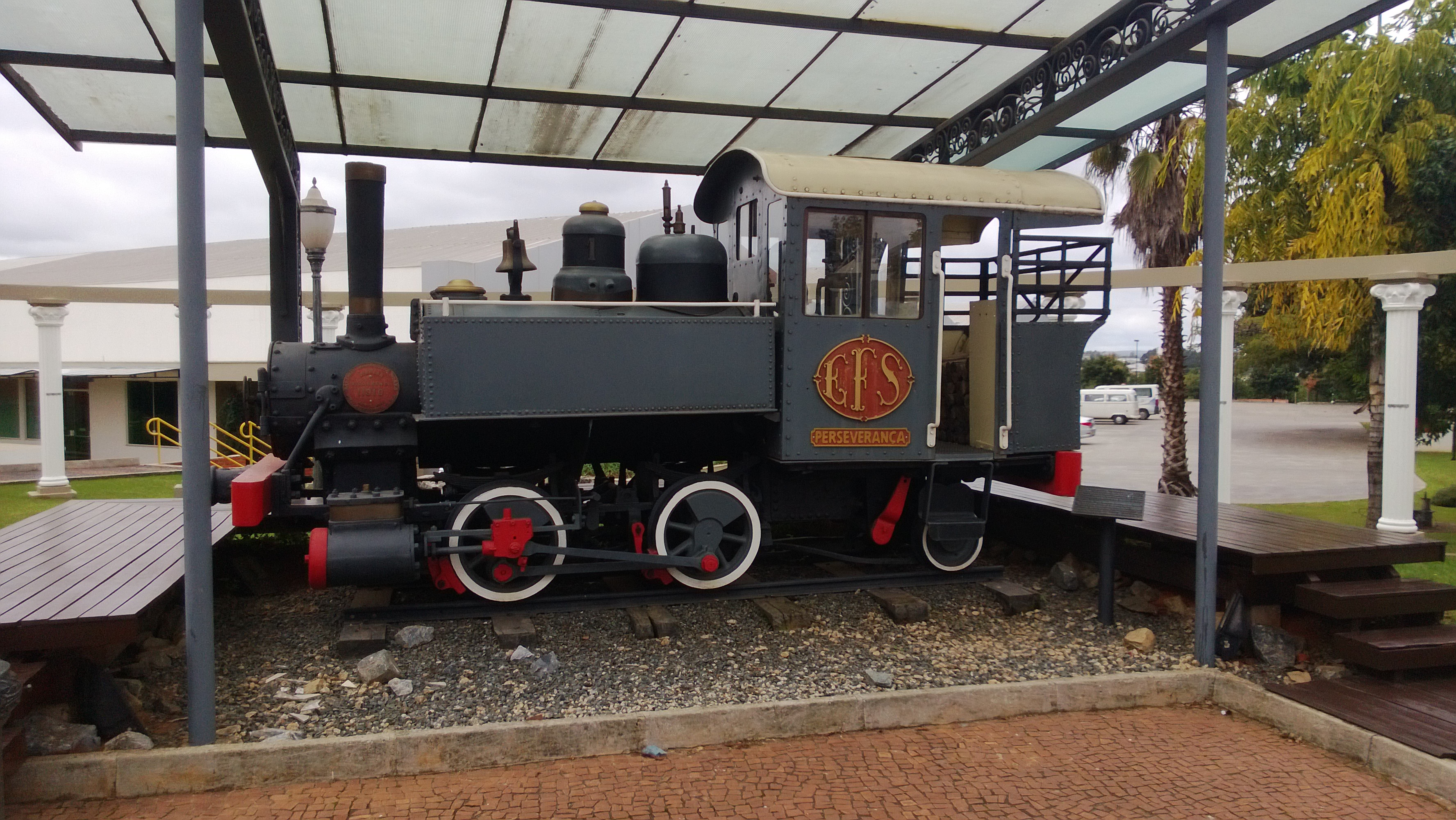
Locomotiva exposta na sede do jornal Cruzeiro do Sul em Sorocaba, que foi usada pela ferrovia

Em 1866 chegou a Sorocaba o imigrante austro-húngaro Luís Mateus Maylasky. Com conhecimentos em engenharia, encontrou na empresa de Batista uma máquina quebrada de descaroçar algodão (por falta de mão-de-obra para repará-la) e a colocou em funcionamento. Isso fez com que o processamento do algodão fosse mais rápido. Batista convidou Maylasky para ser gerente de sua empresa. Em pouco tempo Maylasky tornou-se sócio de Batista. No entanto, o transporte do algodão para São Paulo era precário e limitava os lucros da empresa.
Assim Maylasky propôs a construção de uma estrada de ferro ligando Sorocaba à São Paulo, com conexão com a ferrovia inglesa São Paulo Railway que dava acesso ao porto de Santos. Inicialmente Maylasky juntou seus esforços a um grupo de fazendeiros de Itu que possuíam o mesmo interesse. Após a constituição da Companhia Ytuana de Estradas de Ferro em 20 de janeiro de 1870, Maylasky foi à Câmara Municipal de Itu e propôs a expansão dos trilhos da Ituana até Sorocaba. Após a recusa da Companhia Ytuana (que tinha o objetivo de atender apenas as demandas de Itu e ligá-la a Jundiaí onde seus trilhos iriam encontrar os das companhias São Paulo Railway e Paulista), Maylaski e Batista reuniram um grupo de produtores de algodão, fazendeiros, e comerciantes que incluiu Antônio Lopes de Oliveira, Francisco Ferreira Leão, Olivério Pilar, Vicente Eufrásio da Silva Abreu, Ubaldino Amaral, entre outros e abriu a Companhia Sorocabana de Estrada de Ferro de Ypanema a São Paulo em 2 de fevereiro de 1870 com um capital inicial de 1 200 contos de réis, posteriormente elevado para 4 mil contos. Maylasky obteve da então província de São Paulo uma garantia de juros de 7% ao ano sobre o capital que fosse investido na ferrovia. Para angariar investidores, Maylasky percorreu os arredores de Sorocaba e região a cavalo e convenceu até pequenos produtores rurais da importância da estrada de ferro.
| “ | ...Aqui está o primeiro capital subscrito! Com estes dois vinténs levantaremos o capital necessário... | ” |
| — Luís Mateus Maylasky durante reunião com o grupo de empresários que se organizou para fundar a Companhia Sorocabana de Estrada de Ferro de Ypanema a São Paulo em 2 de fevereiro de 1870 | |   |

Para angariar interesse do Império do Brasil, foi proposta a extensão da ferrovia até a Real Fábrica de Ferro São João do Ipanema, que também poderia fornecer parte do material necessário para a construção. As obras da ferrovia foram iniciadas em 13 de junho de 1872.
| “                      | Exatamente às 13 horas do dia 13 de junho de 1872 um grupo de homens munidos de pás e enxadas iniciava, no centro de Sorocaba, à margem do Córrego Supiriri, a construção da Estrada de Ferro Sorocabana (EFS). A ferrovia, projetada e bancada por empresários, teve o trecho entre Sorocaba e São Paulo concluído em três anos, um feito até para os dias atuais... | ” |
| — O Estado de S. Paulo | |   |

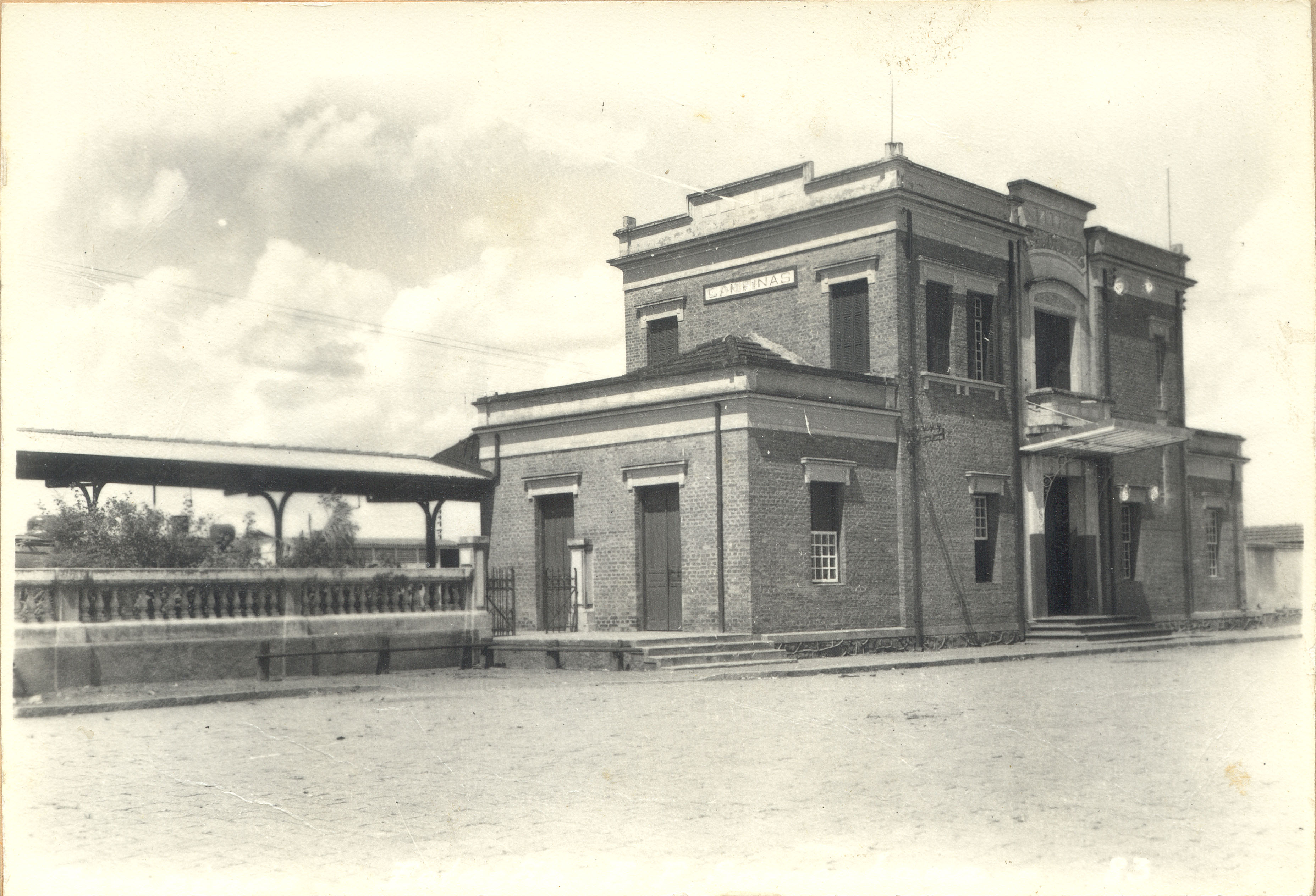
Estação da Estrada de Ferro Sorocabana, em Campinas (década de 1960).

Para financiar as obras, Mailasky obteve um empréstimo junto ao banco alemão Deutsch Brasilianische Bankum. As obras foram prejudicadas pela falência do banco alemão (causada pelo Pânico de 1873), por uma greve dos fornecedores de locomotivas e equipamentos na Europa e por um surto de febre amarela na província de São Paulo. Ainda assim, a ferrovia foi inaugurada em 10 de julho de 1875 após 37 meses de obras e era formada por uma única linha, em bitola métrica, entre São Paulo e a fábrica de ferro de Ipanema, passando por Sorocaba. Após a inauguração, ocorreu uma disputa entre os sócios. Um pequeno grupo queria a venda da estrada para um grupo estrangeiro ou a encampação pelo Império, com uma lei provincial sendo discutida sobre o assunto. No final de 1876 Mailasky conseguiu manter o controle sobre a empresa e a lei acabou rejeitada.
Em 1877 a ferrovia alcançou Ipanema e já se estudava sua ampliação para a região do Paranapanema, embora o presidente da província de São Paulo Sebastião José Pereira tivesse rejeitado uma liberação de cem contos de réis criada pela assembleia provincial para patrocinar a realização do projeto. A Sorocabana envolveu-se em uma disputa judicial com a Companhia Ituana, que desejava ampliar sua linha de Piracicaba até Botucatu e obter os cem contos de réis. Com isso, a Sorocabana não poderia ser ampliada além daquela cidade. Enquanto a Ituana havia angariado apoio do presidente Pereira, a Sorocabana buscou como apoiador e acionista Joaquim Manuel Gonçalves de Andrade, vice-presidente da província. A disputa ocorreu por todo o ano de 1877 e só foi encerrada quando Pereira deixou o cargo. Assim, a Sorocabana pôde iniciar seu projeto de ampliação até Botucatu e a Ituana (que também após envolveu-se na mesma época em outra disputa com a Companhia Paulista de Estradas de Ferro) acabou entrando em decadência.

### Primeira crise e falência

Estação de Maylasky, entre 1885/1889, retratada por Julio Wieczerski Durski. Acervo do Arquivo Nacional.

Inicialmente  a ferrovia foi concebida para transportar as safras de algodão, as receitas geradas pelo transporte desse produto logo se revelaram insuficientes, levando a ferrovia a enfrentar sérias dificuldades financeiras.  A conclusão da obra coincidiu com o fim do ciclo do algodão e o rescaldo do Pânico de 1873. Esses eventos causaram seguidos prejuízos anuais que a gestão de Mailasky não pôde conter. Isso fez com que os acionistas o destituíssem da presidência da ferrovia em  15/05/1880 e nomeassem o conselheiro Francisco de Paula Mayrink para o cargo. Maylasky tentou retomar a presidência da empresa, utilizando-se até de meios judiciais, porém acabou derrotado e mudou-se para Mogi Mirim. Mayrink realizou uma auditoria e, com seus resultados, acusou Mailasky de má gestão e malversação dos recursos.
Mayrink expandiu os trilhos na direção de Botucatu, para atingir regiões cafeeiras indo até Assis, onde se localizavam as oficinas da ferrovia, tornando-se uma das principais cidades do interior paulista. Apesar de Mayrink realizar ações para minimizar os prejuízos da empresa, a Sorocabana acabou sofrendo problemas econômicos e políticos, permanecendo instável por todo o século XIX. Após a proclamação da República, Mayrink  em 1892 adquiriu a Companhia Ytuana de Estradas de Ferro e rebatizou a nova empresa de Companhia União Sorocabana e Ituana de Estradas de Ferro (CUSI). Essa aquisição aumentou o déficit financeiro da Sorocabana. O fracasso da política do Encilhamento (apoiada por Mayrink) o levou a renunciar ao controle da Sorocabana em 1893, sendo substituído brevemente pelo Visconde de Socorro João José Pereira Júnior. O Visconde, abalado por problemas de saúde, deixou o cargo em 1895. O maior acionista da companhia era o jornalista João Pinto da Costa Ferreira Leite (1850-1905), que assumiu a direção da empresa em 1 de março de 1895 com o plano ambicioso de tornar a Sorocabana a maior ferroviária da América do Sul. Dirigindo a Sorocabana a partir do Rio de Janeiro, Ferreira Leite não possuía experiência e acumulou muitas dívidas na gestão da empresa. Outra de suas empresas, a Companhia Viação Paulista de bondes em São Paulo acabou liquidada por má gestão pela província de São Paulo em 1899. Ferreira Leite deixou a administração da Sorocabana em 19 de janeiro de 1901 após intervenção do Tesouro Nacional, que temia a falência da ferrovia. Além disso, o governo federal era o maior credor das dívidas da empresa. Em seu lugar assumiu o interventor nomeado pelo governo, o comendador Francisco Casimiro Alberto da Costa.
Apesar do contínuo aumento de volume no transporte de café, as finanças da ferrovia se deterioram de tal forma que a empresa precisou ser liquidada.  O Comendador Costa descobriu diversas irregularidades nas contas da Companhia União Sorocabana e Ituana de Estradas de Ferro. Apesar de ter tentado uma venda ou concordata, injetando 4 100:000$000 da Companhia Edificadora-presidida por ele, a Sorocabana acabou liquidada por meio de sentença judicial e o arresto de seus bens ao Tesouro Nacional. Posteriormente o comendador tentou reaver a quantia investida, apresentando-se como credor ao Tesouro. O governo federal nomeou Alfredo Eugênio de Almeida Maia como diretor da Superintendência da Companhia Sorocabana em 10 de janeiro 1903. Almeida Maia, um experiente engenheiro ferroviário, conseguiu regularizar o funcionamento da ferrovia e acabou resgatando as finanças da empresa. Com isso, foi possível retomar a expansão da ferrovia, reaparelha-la e sanear suas contas. Em janeiro de 1905 o governo federal vendeu a ferrovia para o governo do estado de São Paulo. De 1907 até 1919 a Sorocabana foi arrendada para o truste do capitalista norte-americano Percival Farquhar passando a operar sob o nome The Sorocabana Railway Co . Apesar do negócio, Almeida Maia foi mantido à frente da Sorocabana. Posteriormente o governo paulista negociou a concessão da Estrada de Ferro Sorocabana, por um período de 60 anos, ao grupo Brazil Railway Company (de Percival Farquhar) em 1907. Apesar de ser convidado a permanecer no cargo pelos novos donos, Maia preferiu deixar o cargo em 30 de junho de 1907.

### Sorocabana Railway Company

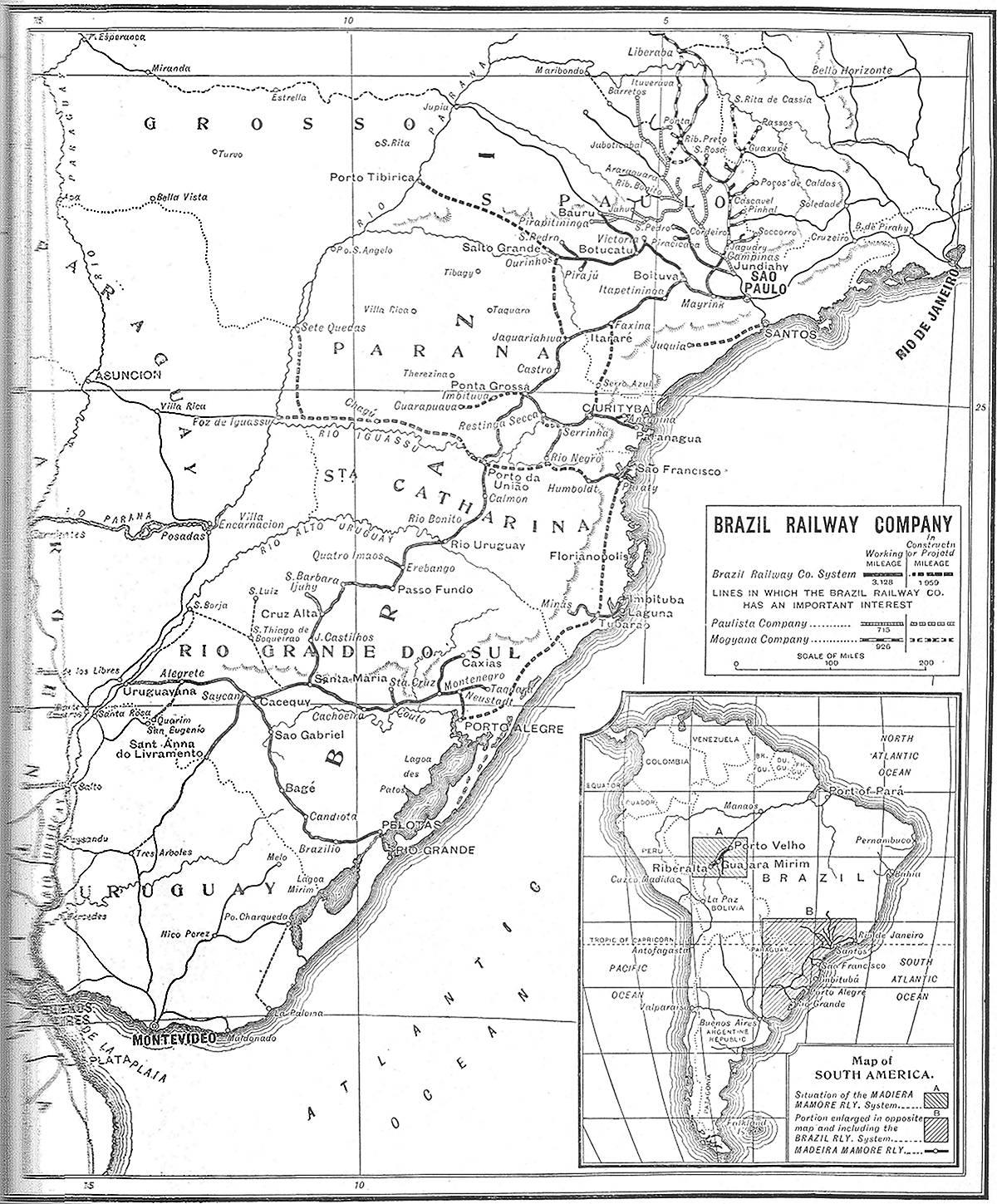
Malha da Brazil Railway Company, 1913. A Sorocabana era a principal e mais lucrativa ferrovia da empresa.

A Companhia Sorocabana foi concedida por 60 anos para a Brazil Railway Company, do capitalista americano Percival Farquhar. Renomeada Sorocabana Railway Company, a empresa acabou adquriida por Farquhar como ponto de partida para a criação de uma rede ferroviária no Centro-Sul do Brasil. A Brazil Railway Company adquiriu outas ferrovias e concessões nos estados do Paraná, Santa Catarina e Rio Grande do Sul e lançou obras de ampliação de suas ferrovias. Em 1916, o grupo detinha 11 mil dos 23 mil quilômetros da rede ferroviária brasileira.
Ao assumir a Sorocabana em 1907, Farquhar nomeou o americano Frank Joseph Egan para dirigi-la inicialmente. Egan, alinhando com os objetivos de Farquhar, trabalhou com o governo do estado para a ampliação da ferrovia entre Manduri e Ourinhos para se integrar ao ponto inicial da futura Estrada de Ferro São Paulo-Rio Grande (outra concessão da Brazil Railway). Em 1912, com a Sorocabana superavitária, Egan foi substituído por H.M Taylor. Foi o início de gestões caóticas, com a ferrovia sofrendo com falta de vagões (supostamente desviados para a E.F.São Paulo Rio Grande), problemas de manutenção, atrasos no transporte de passageiros e mercadorias, descumprimento de cláusulas contratuais em nome de uma política de maximização dos lucros (desviados para outros empreendimentos de Farquhar) e minimização de investimentos, iniciada em 1911. Taylor acabou substituído em 1913 pelo superintendente da Light T. R. Ryan. Ryan pouco pôde fazer, por conta do início da Primeira Guerra Mundial. Como Farquhar dependia da injeção de capitais europeus para a manutenção da Brazil Railway (com o banqueiro francês Hector Legrú encabeçando o maior grupo europeu financiador da empresa), ela entrou em crise durante o período. Ao mesmo tempo, eclodiu a Guerra do Contestado. Causada pelo projeto ferroviário de Farquhar na região, a guerra causou muitos prejuízos para a Brazil Railway e aos governos da época.
Para tentar conter a crise, Farquhar nomeou diretor da Sorocabana o engenheiro Rudolf Oscar Kesselring em 15 de agosto de 1915. Kesselring, engenheiro civil, foi um dos projetistas e construtores das Estrada de Ferro Madeira Mamoré e Noroeste do Brasil e trabalhava com Farquhar desde 1906. Apesar de diagnosticar os problemas da Sorocabana (falta de vagões, manutenção de vias e trens, entre outros), Kesselring não conseguiu convencer os investidores da ferrovia a recuperá-la minimamente. A degradação da empresa provocou protestos nos meios públicos e entre autoridades. O deputado Julio Prestes passou a ser o líder de um grupo que desejava o fim da concessão da Sorocabana. Com a decretação de concordata da Brazilian Railway em 1917, a pressão sobre o fim da concessão da Sorocabana cresceu até que em 1919 o presidente do estado, Altino Arantes, conseguiu encerrar o contrato de forma amigável através da Lei Estadual 1643/1918. A mesma lei autorizou o estado a encampar a Southern San Paulo Railway (medida efetivada apenas na década de 1920, quando essa ferrovia acabou incorporada à Sorocabana).
Em setembro de 1919, o governo de São Paulo assumiu novamente o controle da ferrovia, que passou a se chamar Estrada de Ferro Sorocabana (EFS).
Calisto de Paulo Souza, o segundo "inspetor geral" da Sorocabana nomeado pelo governo do estado, assim descreveu a situação da ferrovia em agosto de 1919:
| “                                                            | ...os armazéns estavam repletos de mercadorias aguardando para serem despachadas, havia frequentes interrupções de tráfego devido ao mau estado de conservação das locomotivas, os trens ficavam parados nas estações por falta de água... o leito da ferrovia não oferecia segurança... | ” |
| — Calisto de Paulo Souza, Companhia Sorocabana; 1920, p. 3-4 | |   |

| Evolução da Sorocabana Railway Company (1908-1919)                                   | Evolução da Sorocabana Railway Company (1908-1919) | Evolução da Sorocabana Railway Company (1908-1919) | Evolução da Sorocabana Railway Company (1908-1919) | Evolução da Sorocabana Railway Company (1908-1919) |
| Ano                                                                                  | 1908                                               | 1910                                               | 1914                                               | 1919                                               |
| ------------------------------------------------------------------------------------ | -------------------------------------------------- | -------------------------------------------------- | -------------------------------------------------- | -------------------------------------------------- |
| Extensão                                                                             | 1144,2                                             | 1707,3                                             | 1864,4                                             | 1670,4                                             |
| Locomotivas                                                                          | 83                                                 | 140                                                | 259                                                | 124                                                |
| Vagões                                                                               | 1285                                               | 2082                                               | 2970                                               | 2035                                               |
| Carros de passageiros                                                                | 83                                                 | 198                                                | 244                                                | 174                                                |
| Fontes: Relatórios Anuais da Estrada de Ferro Sorocabana de 1908, 1910, 1914 e 1920. |                                                    |                                                    |                                                    |                                                    |

### Estatização

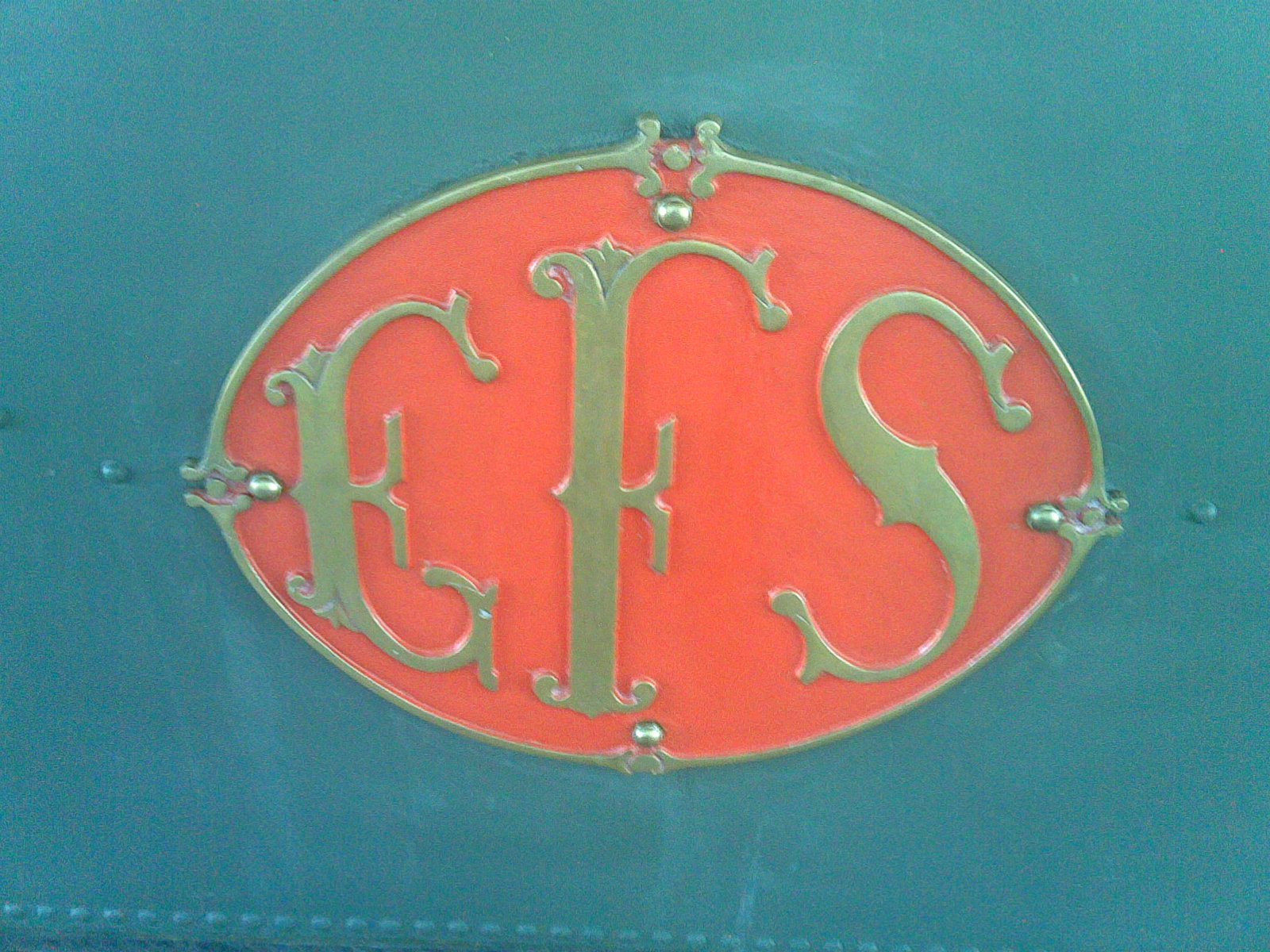
Emblema da E.F. Sorocabana, adotado após a sua segunda estatização.

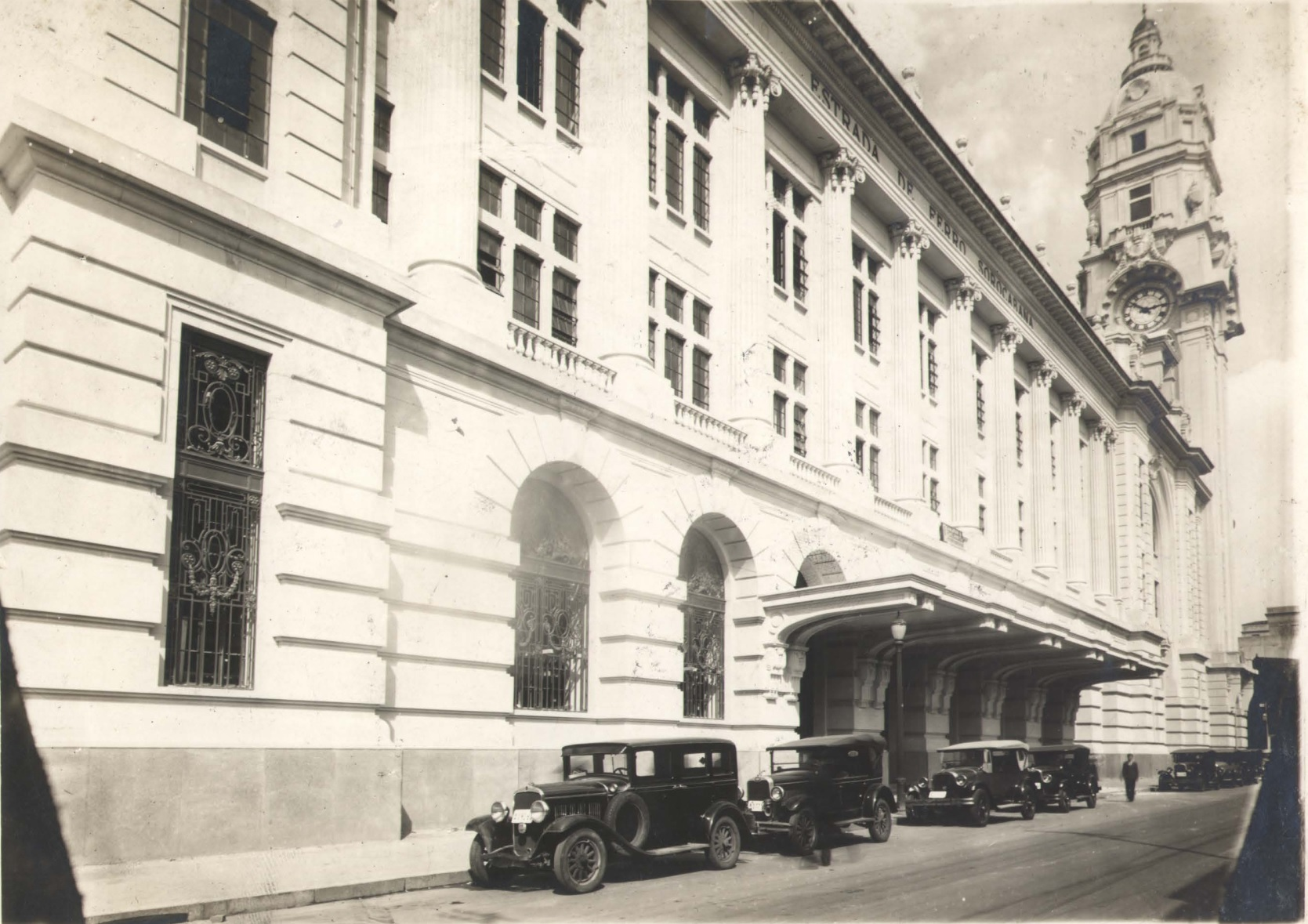
Vista da Estação São Paulo, 1938. O governo do estado de São Paulo construiu ente 1926 e 1938 uma nova estação terminal para abrigar a sede da Sorocabana e rivalizar com a Estação da Luz.
Arquivo Nacional

Após o governo paulista reassumir o controle da ferrovia, José de Góes Artigas foi nomeado inicialmente inspetor da ferrovia. Uma das primeiras medidas de Artigas foi restabelecer a operação segura da empresa ferroviária. Artigas deixou o comando da ferrovia em pouco tempo e Calisto de Paula Souza assumiu como novo inspetor geral. Em sua gestão a Sorocabana iniciou a aquisição de novas locomotivas e vagões e a reparação de carros de passageiros e das vias férreas, graças a um investimento de 30 contos de réis obtidos junto ao orçamento do estado. Em 1921 a Sorocabana incorporou a ferrovia da Companhia Agrícola Funilense.
Ainda sob a administração de Francisco de Paula Mayrink, convencido que o sucesso da ferrovia estava condicionado ao transporte do café, a expansão da linha tronco foi projetada na direção do Oeste Paulista para atingir regiões cafeeiras. Em 1909 o ramal de Itararé ligava Iperó a Itararé, conectando a rede ferroviária paulista às estradas de ferro do Paraná, pelo antigo caminho dos tropeiros, que viajavam até o sul do Brasil. A pequena estação de Ourinhos, aberta em 1908 principalmente para atender cargas vindas da região do Norte Pioneiro do Paraná. A pequena estação de Ourinhos, aberta em 1908 principalmente para atender cargas vindas da região do Norte Pioneiro do Paraná.  
Em 1919, o Governo paulista voltou a ser o dono, por causa da situação precária do grupo detentor. Assim foi até 1971, quando a EFS foi uma das ferrovias que formaram a estatal FEPASA.
A partir dos anos 20, em seu trecho inicial - primeiro até Mairinque, depois somente até Amador Bueno - passaram a circular, principalmente, trens de subúrbio. O Ramal Dourados, no oeste paulista, ligava Presidente Prudente a Teodoro Sampaio. 
A partir de 1924 transformou-se em entroncamento com a Companhia Ferroviária São Paulo-Paraná, que fazia a ligação com o estado vizinho. Com o tempo, Ourinhos , na divisa com o estado do Paraná,  transformou-se em uma das principais estações de cargas e passageiros da EFS, devido ao grande fluxo trazido pela SPP, especialmente após 1932, quando esta ferrovia alcançou Jataizinho, já próxima da nascente cidade de Londrina. Após o estado assumir a Sorocabana, a expansão da linha tronco prosseguiu. Em 1999 chegou a Presidente Prudente e, em 1922, chegou às margens do rio Paraná - seu ponto final - em Presidente Epitácio, limite oeste do estado paulista.
Durante a década de 1920, a Sorocabana iniciou dois grandes projetos: a retificação do trecho inicial da Linha Tronco entre São Paulo e Cotia e o início da construção da Linha Mairinque-Santos. Além disso, a ferrovia Southern San Paulo Railway foi incorporada pela Sorocabana para permitir o acesso desta ao Porto de Santos.

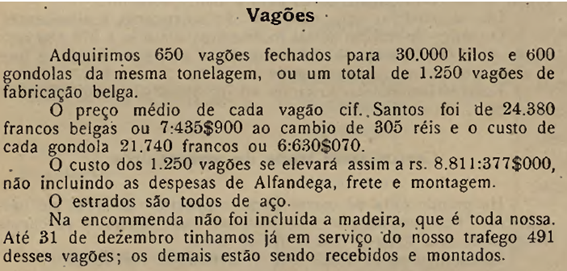
Relatório do ano seguinte, com os 650 vagões fechados de 30 toneladas e 600 gondolas da mesma tonelagem de fabricação belga, adquiridos

Antes disso a EFS construiu vários ramais. Trens de passageiros de longo percurso trafegaram pela linha-tronco (Santos - Juquiá) até 16 de janeiro de 1999, quando foram suprimidos pela concessionária Ferroban, sucessora da Fepasa. A linha estava ativa até meados de 2002, somente para trens de carga e hoje está em completo abandono.
A Estrada de Ferro Sorocabana (EFS) foi uma das maiores compradoras de material ferroviário belga no Brasil. A contabilização completa dos itens por ela 

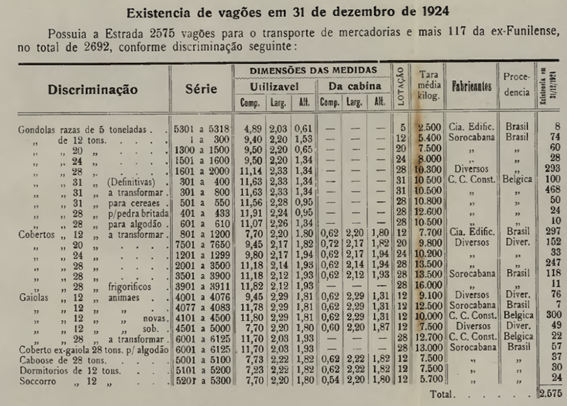
Material ferroviário belga no Brasil em 1924

importados entre 1875 e 1971 (período de sua existência) é impossível, mas sabe-se que, apenas em vagões, foram adquiridas mais de 5 mil unidades.
"Relatorio da Estrada de Ferro Sorocabana e Estrada de Ferro Funilense" referente ao ano de 1924 escreve na página 121 que foram postas em trafego, 10 locomotivas de origem Belga, adquiridas em 1923 à "Société Belge pour l'exportation" pelo preço de 2.327:319$644 (pagina 28), que tiveram de sofrer diversas modificações. A página 125 contem mais informações: 5 locomotivas tipo Mikado com ns. 232 até 236 da fábrica Haine-Saint-Pierre e 5 locomotivas tipo Mikado com ns. 236 até 241 da fábrica Tubise, ambas da Bélgica. O mesmo relatório informa que a EFS possuía 2.575 vagões para o transporte de mercadorias. Deste total, 974 eram de procedência belga, construídos pela C.C. Construction [Haine Saint-Pierre], sendo 652 gondolas e 322 gaiolas para animais.
O relatório do ano seguinte, 1925, informa na página 18, que a companhia adquirou 650 vagões fechados de 30 toneladas e 600 gondolas da mesma tonelagem de fabricação belga, sem informar a construtora. Desses vagões, 491 já fizeram serviço no ano 1925. Eric Mantuan, Vice-Presidente da Associação Movimento de Preservação Ferroviária do Trecho Sorocabana ( www.mpfsorocabana.org.br),  informou que a empresa belga Nicaise & Delcuve forneceu à EFS, a partir de 1925, cerca de 2 mil vagões tipo gôndola rasa (plataforma), que foram classificados como série G. Provavelmente a Nicaise & Delcuve é o fornecedor não informado no relatório de 1925. 
A EFS poussiu também 21 vagões de primeira classe da mesma construtora, com data de fabricação de 1912 (p. 144); 4 vagões de segunda classe da "Dyle & Bacalan" (p. 154), com data de fabricação de 1889; e dois vagões de inspeção da Belga "Baume et Marpent" (p. 151), com data de fabricação de 1913.
Eric Mantuan, nos informou também que foram adquiridos 1500 vagões fechados em 1935 produzidos pela empresa belga Ateliers de la Dyle em 1935. Um vagão fechado de carga geral (série V) de construção mista está preservado pela associação no Centro de Memória Ferroviária de Sorocaba. Também foram comprados no mesmo ano dos Ateliers de la Dyle vagões de transporte de frutas (série VF).

### A descida da Serra do Mar

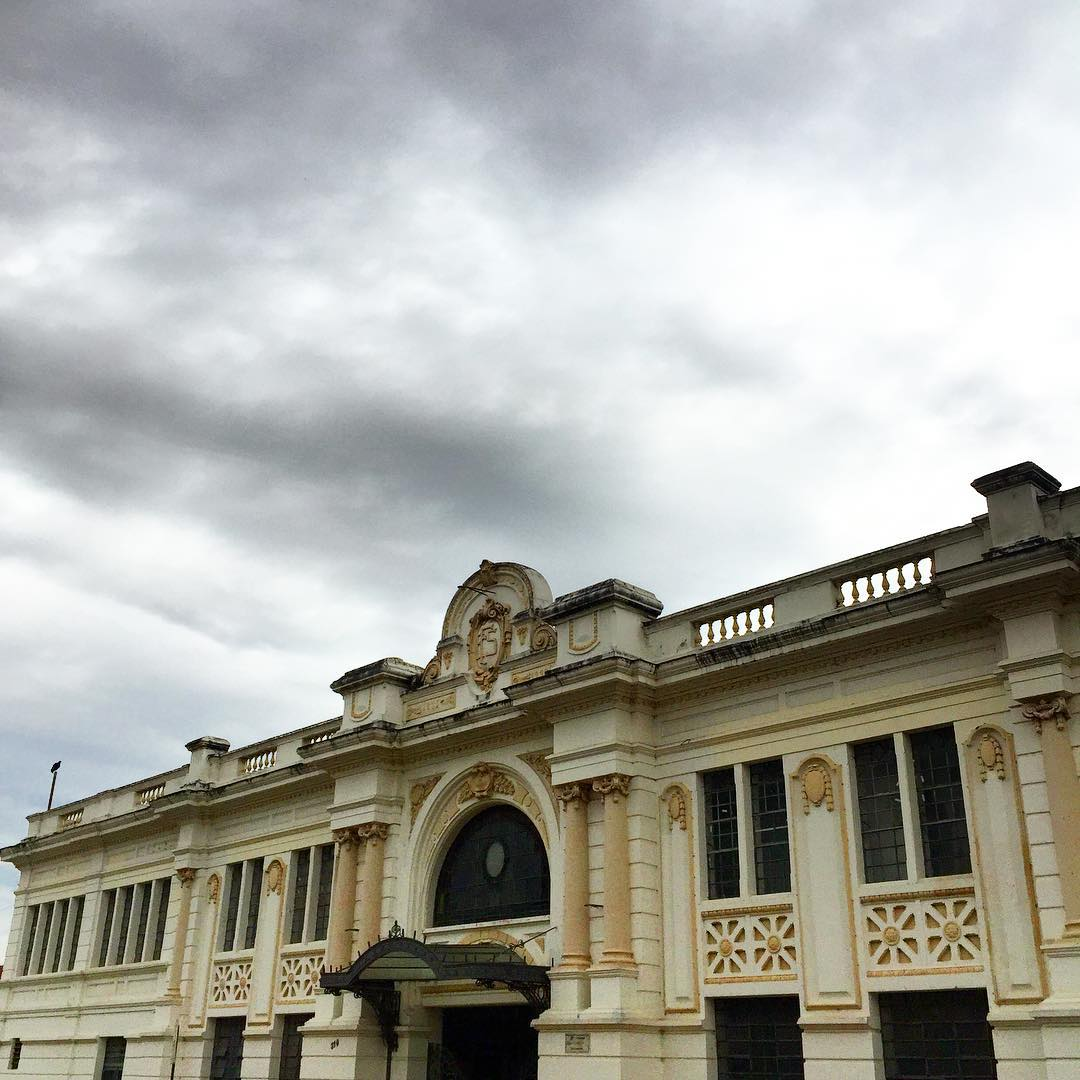
Estação Ferroviária de Sorocaba atualmente.

Foram feitas inúmeras tentativas e vários projetos para levar os trilhos da Sorocabana até o porto de Santos que era servido - em regime de monopólio - apenas pela São Paulo Railway (SPR), popularmente conhecida com A Inglesa. Muitos alegavam que A Inglesa sufocava o desenvolvimento do porto com suas altas tarifas. Mas todas essas tentativas de levar novos trilhos até o porto de Santos esbarravam no sistema de privilégios de zona. A zona por onde os trilhos teriam que passar pertencia à Southern San Paulo Railway Co. Ltd.
O governo de Altino Arantes Marques (1916 a 1920) muito se empenhou para que a Sorocabana conseguisse descer a Serra do Mar, realizando várias gestões para que o estado encampasse a Southern San Paulo Railway Company.
Em 1926, ao assumir o governo do estado, Júlio Prestes de Albuquerque comprou a Southern San Paulo Railway Co. Ltd., incorporando suas linhas à Sorocabana, sob a designação de linha do Juquiá.
A vila de Mairinque foi escolhida como ponto inicial do ramal, partindo da linha tronco da ferrovia e seguindo para se encontrar com a linha do Juquiá, já na Baixada Santista. O trecho ficou conhecido como Linha Mairinque-Santos.
No dia 10 de outubro de 1927 começaram as difíceis e demoradas obras de construção da ferrovia que desceria a Serra do Mar, os quais exigiram a execução de complexos serviços de cortes, aterros, túneis, viadutos e pontes.
Em 2 de dezembro de 1937, correu entre São Paulo e Santos, via Mairinque, em viagem experimental, a primeira composição de passageiros, conduzindo toda a administração da Sorocabana e representantes da imprensa de São Paulo, Rio de Janeiro e Santos.
No dia 10 de dezembro de 1937 começaram a correr, normalmente os trens de carga e passageiros, iniciando assim o tráfego regular, que pôs fim ao monopólio da São Paulo Railway.

### Ramais
Além da Linha Tronco, a Estrada de Ferro Sorocabana construiu vários outros ramais.

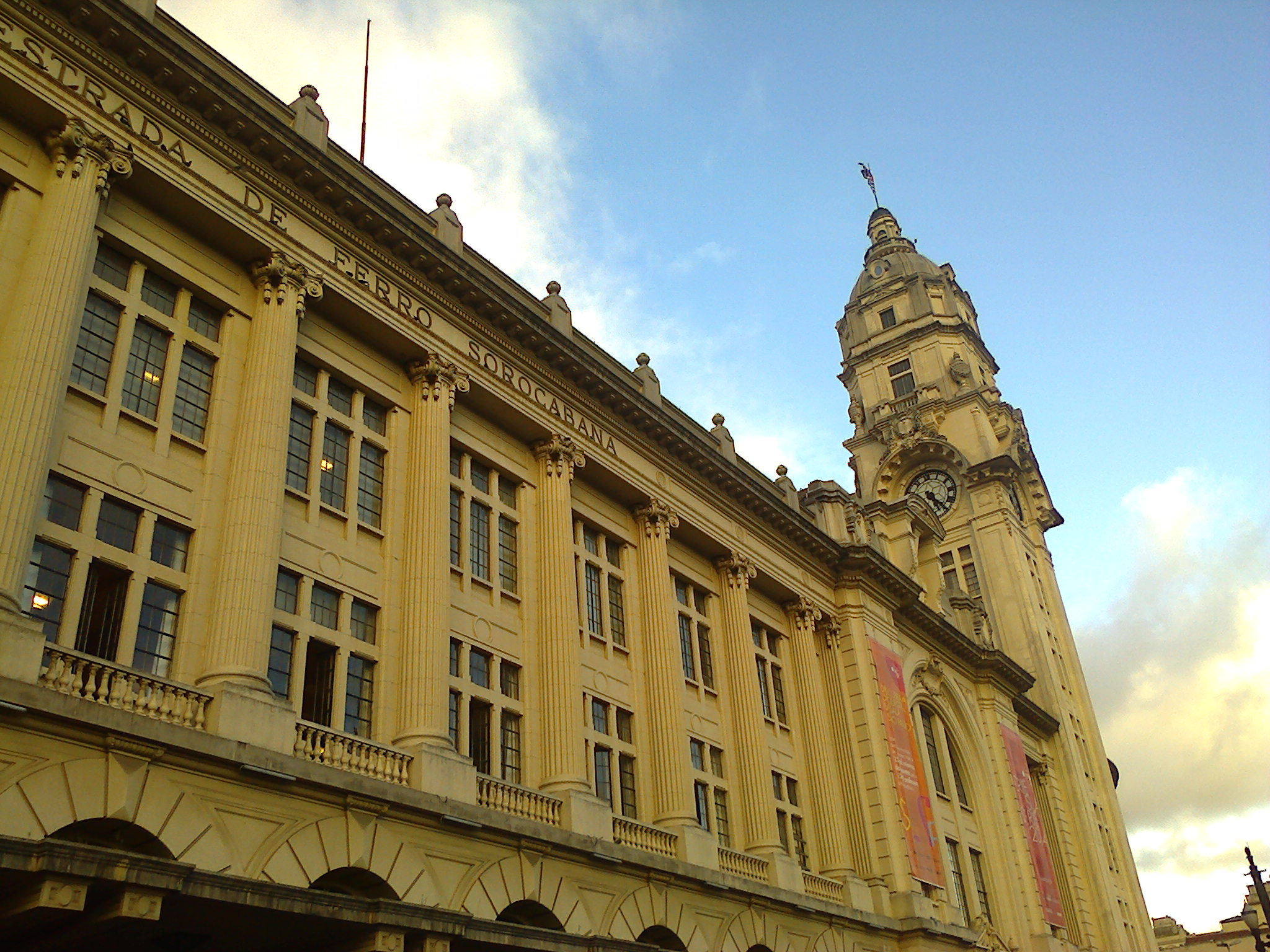
Estrada de Ferro Sorocabana.

Em 1909, a Sorocabana construiu o Ramal de Itararé, que ligava Iperó a Itararé, conectando a rede ferroviária paulista às estradas de ferro do Paraná, pelo antigo caminho dos tropeiros que viajavam até o sul do Brasil. A partir de Itararé, se iniciava a Estrada de Ferro São Paulo-Rio Grande.
Em 1957, inaugurou o Ramal Dourados, no oeste paulista, que ligava Presidente Prudente a Teodoro Sampaio. Originalmente foi projetado pela Sorocabana, em 1953, para chegar a Dourados e Ponta Porã, no hoje estado de Mato Grosso do Sul, para aproveitar o potencial madeireiro da região ainda desabitada e ter um transporte mais fácil para os grandes centros.
Entre 1952 e 1957, foi construído pela Sorocabana o ramal de Jurubatuba com o propósito de encurtar a distância entre a Capital e Santos. Partindo da linha tronco na Estação Imperatriz Leopoldina, o ramal seguia até a estação Evangelista de Souza, no entroncamento com a Mairinque-Santos, no alto da Serra do Mar, para dali descer para o porto de Santos. Transportando passageiros e cargas que saíam da Estação Júlio Prestes, no centro de São Paulo, e iam até o extremo sul na Estação Evangelista de Souza. Desde a abertura em 1957, o ramal acabou por se tornar uma das linhas de subúrbio da Capital. Com a criação da Fepasa, em 1971, o ramal deu origem a Linha Sul da Fepasa.
A partir dos anos 20, em seu trecho inicial - primeiro até Mairinque, depois somente até Amador Bueno - passaram a circular, principalmente, trens de subúrbio.

### Extinção
A Sorocabana permaneceu até 1971 sob o controle direto do estado de São Paulo, quando foi incorporada à Fepasa. A partir de 1996, as linhas suburbanas da antiga Sorocabana passaram a ser administradas pela CPTM.
Em 1998, o governador de São Paulo, Mário Covas, transferiu a Fepasa para a União, dentro do processo de renegociação das dívidas do estado. Posteriormente a União transferiu a empresa para a RFFSA, passando a ser denominada Malha Paulista. Posteriormente, com a extinção da RFFSA, as linhas foram transferidas sob regime de concessão para a iniciativa privada.
Em 2021, as últimas linhas da antiga Sorocabana ainda sob controle direto do estado de São Paulo foram concedidas ao setor privado, encerrando a segunda era estatal da Estrada.

## Dirigentes da Sorocabana

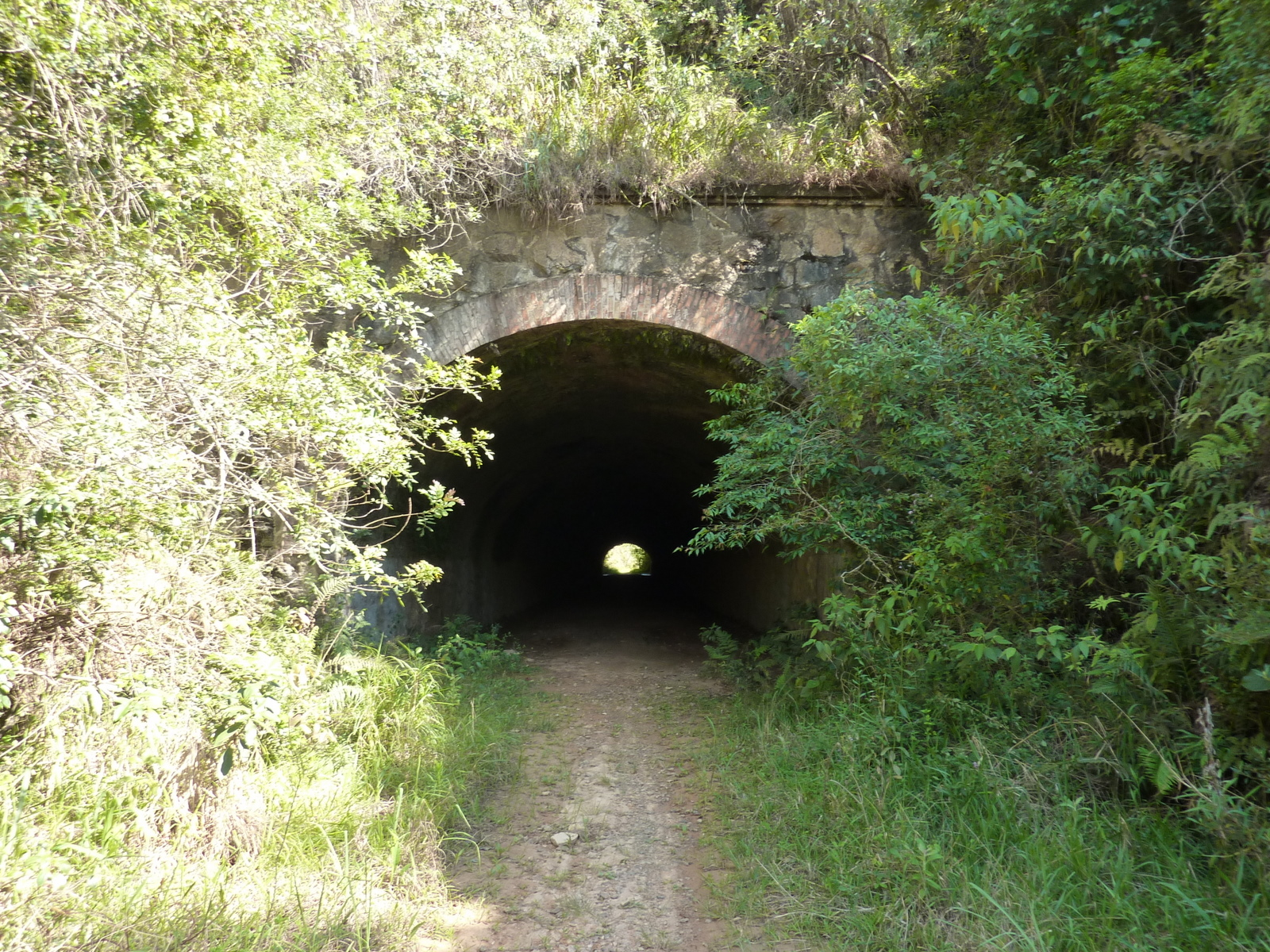
Antigo túnel da EFS, próximo a Mairinque.

### Companhia Sorocabana
| nº | Imagem | Nome                               | Mandato                                       |
| -- | ------ | ---------------------------------- | --------------------------------------------- |
| 1º |        | Luís Mateus Maylasky               | 2 de fevereiro de 1870 a 15 de maio de 1880   |
| 2º |        | Francisco de Paula Mayrink         | 4 de dezembro de 1880 a 7 de dezembro de 1893 |
| 3º |        | João José Pereira Júnior           | 8 de dezembro de 1893 a 1 de março de 1895    |
| 4º |        | João Pinto da Costa Ferreira Leite | 1 de março de 1895 a 1900                     |
| 5º |        | Armando da Rosa Pereira            | De 1900 a 19 de janeiro de 1901               |

### Intervenção federal
| nº | Imagem | Nome                                | Mandato                                       | Governo         |
| -- | ------ | ----------------------------------- | --------------------------------------------- | --------------- |
| 6º |        | Francisco Casemiro Alberto da Costa | 19 de janeiro de 1901 a 10 de janeiro de 1903 | Campos Sales    |
| 7º |        | Alfredo Eugênio de Almeida Maia     | 10 de janeiro de 1903 a 30 de junho de 1907   | Rodrigues Alves |

### Brazilian Railway
| nº  | Imagem | Nome                    | Mandato                                     |
| --- | ------ | ----------------------- | ------------------------------------------- |
| 8º  |        | Frank Joseph Egan       | 30 de junho de 1907 a 1912                  |
| 9º  |        | H. M. Taylor            | 1912 a 1913                                 |
| 10º |        | T. R. Ryan              | 1913 a 15 de agosto de 1915                 |
| 11º |        | Rudolf Oscar Kesselring | 15 de agosto de 1915 a 15 de agosto de 1919 |

### Período estatal
| nº  | Imagem | Nome                                | Mandato                                          | Governo |
| --- | ------ | ----------------------------------- | ------------------------------------------------ | --- |
| 12º |        | José de Góes Artigas                | 16 de agosto de 1919 a 5 de maio de 1920         | Altino Arantes |
| 13º |        | Calisto de Paulo Souza              | 6 de maio de 1920 a 23 de junho de 1924          | Washington Luís |
| 14º |        | Arlindo Gomes Ribeiro da Luz        | 23 de junho de 1924 a 15 de julho de 1927        | Carlos de Campos Dino Bueno |
| 15º |        | Gaspar Ricardo Junior               | 16 de agosto de 1927 a 31 de outubro de 1930     | Julio Prestes |
| 16º |        | Luis Orsini de Castro               | 1 de novembro de 1930 a 26 de janeiro de 1931    | Heitor Teixeira Penteado Hastínfilo de Moura José Maria Whitaker Plínio Barreto João Alberto Lins de Barros Laudo de Camargo Manuel Rabelo |
| 17º |        | Francisco de Monlevade              | 26 de janeiro de 1931 a 7 de julho de 1931       | Heitor Teixeira Penteado Hastínfilo de Moura José Maria Whitaker Plínio Barreto João Alberto Lins de Barros Laudo de Camargo Manuel Rabelo |
| 18º |        | Gaspar Ricardo Junior               | 8 de abril de 1931 a 1 de junho de 1932          | Heitor Teixeira Penteado Hastínfilo de Moura José Maria Whitaker Plínio Barreto João Alberto Lins de Barros Laudo de Camargo Manuel Rabelo |
| 19º |        | Francisco de Monlevade              | 1 de junho de 1932 a 4 de outubro de 1932        | Pedro de Toledo Herculano de Carvalho e Silva Valdomiro Castilho de Lima Manuel Daltro Filho                                               |
| 20º |        | Gaspar Ricardo Junior               | 7 de outubro de 1932 a 9 de março de 1934        | Armando Salles |
| 21º |        | Antônio Prudente de Morais Neto     | 26 de abril de 1934 a 16 de janeiro de 1936      | Armando Salles |
| 22º |        | Mário Salles Souto                  | 17 de janeiro de 1936 a 3 de maio de 1938        | Armando Salles Henrique Smith Bayma José Cardoso de Melo Neto Francisco José da Silva Júnior                                               |
| 23º |        | Acrísio Paes Cruz                   | 4 de maio de 1938 a 28 de fevereiro de 1940      | Ademar de Barros |
| 24º |        | Orlando Drummond Murgel             | 29 de fevereiro de 1940 a 14 de julho de 1941    | Ademar de Barros |
| 25º |        | Acrísio Paes Cruz                   | 15 de julho de 1941 a 25 de novembro de 1943     | Fernando Costa Sebastião Nogueira de Lima Macedo Soares                                                                                    |
| 26º |        | Rui Costa Rodrigues                 | 26 de novembro de 1943 a 27 de março de 1946     | Fernando Costa Sebastião Nogueira de Lima Macedo Soares                                                                                    |
| 27º |        | Jarbas Trigo                        | 27 de março de 1946 a 18 de março de 1947        | Fernando Costa Sebastião Nogueira de Lima Macedo Soares                                                                                    |
| 28º |        | Luiz Antonio de Mendonça Júnior     | 19 de março de 1947 a 8 de outubro de 1947       | Ademar de Barros |
| 29º |        | Armando Ciampolini                  | 8 de outubro de 1947 a 18 de março de 1948       | Ademar de Barros |
| 30º |        | Mário Cabral Júnior                 | 19 de março de 1948 a 19 de maio de 1948         | Ademar de Barros |
| 31º |        | Armando Ciampolini                  | 19 de maio de 1948 a 12 de outubro de 1948       | Ademar de Barros |
| 32º |        | Luiz Philippe Araújo de Paiva Meira | 13 de outubro de 1948 a 17 de fevereiro de 1949  | Ademar de Barros |
| 33º |        | Ruy Costa Rodrigues                 | 28 de fevereiro de 1949 a 8 de junho de 1949     | Ademar de Barros |
| 34º |        | Abeylard Netto Amarante             | 28 de junho de 1949 a 7 de novembro de 1949      | Ademar de Barros |
| 35º |        | Álvaro Pereira de Sousa Lima        | 7 de novembro de 1949 a 1 de fevereiro de 1951   | Ademar de Barros |
| 36º |        | Durval Martins Muylaert             | 23 de fevereiro de 1951 a 1 de fevereiro de 1955 | Lucas Nogueira Garcez |
| 37º |        | Newton de Uzêda Moreira             | 3 de março de 1955 a 28 de janeiro de 1958       | Jânio Quadros |
| 38º |        | Orlando Drummond Murgel             | 29 de janeiro de 1958 a 23 de setembro de 1959   | Jânio Quadros |
| 39º |        | Hermínio Amorim Júnior              | 28 de setembro de 1959 a 20 de fevereiro de 1961 | Carvalho Pinto |
| 40º |        | Armando Zenesi                      | 20 de fevereiro de 1961 a 9 de fevereiro de 1963 | Carvalho Pinto |
| 41º |        | Urbano Pádua Alves Araújo           | 12 de fevereiro de 1963 a 18 de julho de 1966    | Ademar de Barros |
| 42º |        | Luiz Leite Bandeira de Mello        | 18 de julho de 1966 a 16 de fevereiro de 1967    | Laudo Natel |
| 43º |        | Francisco de Sales Oliveira Júnior  | 17 de fevereiro de 1967 a 30 de março de 1971    | Abreu Sodré |
| 44º |        | Chafic Jacob                        | 1 de abril de 1971 a 10 de novembro de 1971      | Laudo Natel |

## Dados estatísticos
| Ano  | Passageiros Longo Percurso (em milhões) | Passageiros Subúrbios (em milhões) | Cargas (em milhões de TKU) |
| ---- | --------------------------------------- | ---------------------------------- | -------------------------- |
| 1954 | 6.491.045                               | 9.714.471                          | 2.379.754                  |
| 1955 | 7.661.949                               | 9.633.430                          | 1.996.871                  |
| 1956 | 10.148.270                              | 11.184.776                         | 2.261.213                  |
| 1957 | 8.570.635                               | 11.878.542                         | 2.084.465                  |
| 1958 | 9.833.604                               | 11.471.232                         | 1.835.003                  |
| 1959 | 8.697.000                               | 16.107.000                         | 2.095.812                  |
| 1960 | 8.552.000                               | 19.268.000                         | 1.893.193                  |
| 1961 | 9.064.000                               | 18.784.000                         | 1.830.006                  |
| 1962 | 10.745.000                              | 17.317.000                         | 1.752.940                  |
| 1963 | 9.527.000                               | 16.329.000                         | 1.792.595                  |
| 1964 | 8.496.000                               | 18.818.000                         | 1.671.858                  |
| 1965 | 11.093.000                              | 20.911.000                         | 1.782.859                  |
| 1966 | 10.671.000                              | 20.894.000                         | 1.708.243                  |
| 1967 | 11.384.000                              | 23.048.000                         | 1.729.547                  |
| 1968 | 11.833.000                              | 25.743.000                         | 1.969.660                  |
| 1969 | 10.039.000                              | 25.455.000                         | 1.928.396                  |
| 1970 | 7.561.000                               | 26.330.000                         | 1.808.002                  |
| 1971 | 5.466.000                               | 27.822.000                         | 1.914.275                  |